# Magdeburg-Buckau (stacja kolejowa)
Magdeburg-Buckau (niem.: Bahnhof Magdeburg-Buckau) – stacja kolejowa w Magdeburgu, w kraju związkowym Saksonia-Anhalt, w Niemczech, w dzielnicy Buckau. Znajduje się na linii Magdeburg – Lipsk i Magdeburg – Thale.
Według klasyfikacji Deutsche Bahn ma kategorię 5.
Obecny budynek dworca został zbudowany w latach 1926–1928, który zastąpił poprzedni budynek, który stał około 200 na południe. Jest to budynek murowany z dachem czterospadowym. W tamtym czasie był to jeden z najnowocześniejszych budynków kolejowych w Niemczech, a obecnie jest obiektem zabytkowym.
Dzisiaj na dworcu zatrzymują się tylko pociągi regionalne i S-Bahn.
Stacja kolejowa znajduje się na nasypie i ma dwa perony wyspowe, po dwa tory na peron (1 + 2, 3 + 4), które są dostępne przez tunel. Jest wyposażona w windy, parking płatny, parking rowerowy, postój taksówek i automaty biletowe.
W budynku stacji zupa kuchnia i szafa z panelu Magdeburg są trzymane.

## Linie kolejowe
- Magdeburg – Lipsk
- Magdeburg – Thale
- Biederitz – Magdeburg-Buckau – linia nieczynna

## Połączenia
| Linia | Trasa | Takt (min) | Przewoźnik kolejowy |
| ----- | --- | ---------- | ------------------- |
| RE20  | Halle (Saale) – Köthen – Schönebeck (Elbe) – Magdeburg Buckau – Wolmirstedt – Stendal – Salzwedel – Uelzen | 060        | DB Regio Südost     |
| RB31  | Schönebeck-Bad Salzelmen – Schönebeck (Elbe) – Magdeburg Buckau – Wolmirstedt – Stendal – Wittenberge      | –          | DB Regio Südost     |
| HEX43 | Magdeburg Hauptbahnhof – Magdeburg Buckau – Osterweddingen – Oschersleben (Bode)                           | 060        | Transdev            |
| S1    | Schönebeck-Bad Salzelmen – Schönebeck (Elbe) – Magdeburg Buckau – Wolmirstedt – Zielitz – Stendal          | 030        | DB Regio Südost     |